# K–3 Lenyinszkij Komszomol
A K–3 Lenyinszkij Komszomol (oroszul: Ленинский комсомол) a Szovjet Haditengerészet 627 Kit típusú (NATO-kódnéven November osztályú) nukleáris meghajtású vadásztengeralattjárója volt. Szovjet terminológia szerint a torpedóhordozó atomtengeralattjáró (PLAT – Podvodnaja Lodka Atomnaja Torpednaja) kategóriába tartozott. A szovjet Északi Flottában szolgált, ez a hajó volt a Szovjetunió első atommeghajtású tengeralattjárója. 1959-ben állították szolgálatba, a szolgálatból 1988-ban, a flotta állományából 1991-ben vonták ki.

## Története
A hajó az első szovjet atommeghajtású tengeralattjáró-sorozat, a 627 Kit típus első egysége. Építését 1954. május 5-én kezdték el Molotovszkban (ma: Szeverodvinszk), a 402. sz. Északi Gépgyárban (Szevmas). Gyári sorozatszáma 254 volt. 1957. augusztus 12-én bocsátották vízre, reaktorát 1958. július 4-én aktiválták. A Lenyinszkij Komszomol nevet az ugyanezt az elnevezést hordozó második világháborús M–106 dízel-elektromos tengeralattjáróról kapta, amely 1943-ban harcban elsüllyedt.
1959. március 12-én állt szolgálatba a szovjet Északi Flottában. Honi kikötője a Kola-félszigeten lévő Zapadnaja Lica haditengerészeti bázis volt. 1961-ben futott ki első bevetésére az Atlanti-óceánra

### Északi sarki útja
1962 júliusában hosszabb utat tett a Jeges-tengeren Lev Zsilcov parancsnoksága alatt. Az út során kétszer áthaladt az Északi-sarkon, majd 1962. július 17-én a jégpáncélt áttörve az északi sark közelében a felszínre emelkedett, ahol a személyzet kitűzte a Szovjetunió állami lobogóját. A sarki út után a hajó személyzetét kitüntették, ekkor kapta a hajó a Lenyinszkij Komszomol nevet is.
1967 nyarán a tengeralattjáró a Földközi-tengeren hajtott végre bevetést. Többek között egy amerikai ballisztikusrakéta-hordozó tengeralattjárót kellett követnie. A feladatot nem tudta teljesíteni, ezért a hajót hazarendelték.

## Balesete
1967. szeptember 8-án a Norvég-tengeren végrehajtott bevetés során tűz ütött ki a hajó orrában lévő egyik hidraulikus rendszerben. A tűz az 1. rekeszből átterjedt a 2. rekeszre is. Az automatikus tűzoltórendszernél használt széndioxid 39 tengerész halálát okozta. Az első hivatalos vizsgálatok szerint a hidraulikaolaj öngyulladása okozta a tüzet. Később azonban egy öngyújtót találtak a kiégett rekeszben. A vizsgálat szerint valószínűleg dohányzás miatt keletkezett a tűz.

## Utóélete
A hajót 1991-ben vonták ki a flotta állományából. A tervek szerint később múzeumhajóvá alakítják, erre a hajót kifejlesztő Malahit tervezőiroda tervet dolgozott ki. A tengeralattjáró napjainkban Szeverodvinszkben található, igen rossz állapotban. Zaozjorszkban 1991-ben emlékművet állítottak az 1967-es balesetben elhunyt 39 tengerész emlékére.

## Külső hivatkozások
- Triumf i tragegyija Lenyinszkogo komszomola – Nyezaviszimoje vojennoje obozrenyije, 2007. március 16. (oroszul)
- https://web.archive.org/web/20100409091226/http://www.submarines.narod.ru/Substory/6_627_3.html